# Paraguayische Fußballnationalmannschaft/Weltmeisterschaften
Der Artikel beinhaltet eine ausführliche Darstellung der paraguayischen Fußballnationalmannschaft bei Fußball-Weltmeisterschaften.

## Übersicht
Paraguay nahm an acht Weltmeisterschaftsendrunden teil. Mehrmals schied man in der Qualifikation aus, darunter einmal gegen den späteren Weltmeister. Seitdem die Südamerika-Qualifikation ab dem Ende der 1990er-Jahre im Liga-System zwischen allen südamerikanischen CONMEBOL-Mitgliedern ausgetragen wird, konnte sich Paraguay viermal in Folge qualifizieren, ab 2014 jedoch nicht mehr. Das beste Abschneiden Paraguays war das Erreichen des Viertelfinales 2010; drei weitere Male qualifizierte man sich für das Achtelfinale. Dabei verlor Paraguay dreimal in der K.-o.-Runde mit 0:1, darunter zweimal gegen die späteren Weltmeister Frankreich und Spanien sowie 2002 gegen den späteren Vizeweltmeister Deutschland. 2010 konnte sich Paraguay unter anderem gegen den amtierenden Weltmeister Italien in der Gruppenphase durchsetzen. In der ewigen Rangliste belegt Paraguay als fünftbeste südamerikanische Mannschaft den 24. Platz.
| Jahr | Gastgeberland          | Teilnahme bis …    | Letzte(r) Gegner                       | Ergebnis | Trainer                | Bemerkungen und Besonderheiten |
| ---- | ---------------------- | ------------------ | -------------------------------------- | -------- | ---------------------- | --- |
| 1930 | Uruguay                | Vorrunde           | USA, Belgien                           | 9.       | José Durand Laguna     | Die Spiele gegen die USA und Belgien waren die ersten gegen eine nordamerikanische bzw. europäische Mannschaft. |
| 1934 | Italien                | nicht teilgenommen |                                        |          |                        | |
| 1938 | Frankreich             | nicht teilgenommen |                                        |          |                        | |
| 1950 | Brasilien              | Vorrunde           | Schweden, Italien                      | 11.      | Manuel Fleitas Solich  | |
| 1954 | Schweiz                | nicht qualifiziert |                                        |          |                        | In der Qualifikation an Vizeweltmeister Brasilien gescheitert |
| 1958 | Schweden               | Vorrunde           | Frankreich, Jugoslawien, Schottland    | 12.      | Aurelio Gonzáles       | Das 3:7 gegen Frankreich ist eines der torreichsten Spiele der WM-Geschichte |
| 1962 | Chile                  | nicht qualifiziert |                                        |          |                        | In der Qualifikation an Mexiko gescheitert |
| 1966 | England                | nicht qualifiziert |                                        |          |                        | In der Qualifikation an Argentinien gescheitert |
| 1970 | Mexiko                 | nicht qualifiziert |                                        |          |                        | In der Qualifikation am späteren Weltmeister Brasilien gescheitert |
| 1974 | Deutschland            | nicht qualifiziert |                                        |          |                        | In der Qualifikation an Argentinien gescheitert |
| 1978 | Argentinien            | nicht qualifiziert |                                        |          |                        | In der Qualifikation an Brasilien gescheitert |
| 1982 | Spanien                | nicht qualifiziert |                                        |          |                        | In der Qualifikation an Chile gescheitert |
| 1986 | Mexiko                 | Achtelfinale       | England                                | 13.      | Cayetano Ré            | 0:3-Niederlage gegen England |
| 1990 | Italien                | nicht qualifiziert |                                        |          |                        | In der Qualifikation an Kolumbien gescheitert |
| 1994 | USA                    | nicht qualifiziert |                                        |          |                        | In der Qualifikation an Kolumbien und Vizeweltmeister Argentinien gescheitert |
| 1998 | Frankreich             | Achtelfinale       | Frankreich                             | 14.      | Paulo César Carpegiani | 0:1-Niederlage durch Golden Goal gegen den späteren Weltmeister |
| 2002 | Südkorea/Japan         | Achtelfinale       | Deutschland                            | 16.      | Cesare Maldini         | 0:1-Niederlage gegen den späteren Vizeweltmeister |
| 2006 | Deutschland            | Vorrunde           | England, Schweden, Trinidad und Tobago | 18.      | Aníbal Ruiz            | |
| 2010 | Südafrika              | Viertelfinale      | Spanien                                | 8.       | Gerardo Martino        | 0:1-Niederlage gegen den späteren Weltmeister |
| 2014 | Brasilien              | nicht qualifiziert |                                        |          |                        | Durch ein 2:5 am drittletzten Spieltag gegen Argentinien, das sich dadurch qualifizierte, verpasste Paraguay vorzeitig die Qualifikation. |
| 2018 | Russland               | nicht qualifiziert |                                        |          |                        | Als Siebter der CONMEBOL-Qualifikation gescheitert. |
| 2022 | Katar                  | nicht qualifiziert |                                        |          |                        | In der CONMEBOL-Qualifikation hatte Paraguay vor den letzten beiden Spiele keine Chance mehr sich für die WM zu qualifizieren und wurde am Ende Achter. |
| 2026 | Kanada, Mexiko und USA |                    |                                        |          |                        | In der im September 2023 begonnenen Qualifikation treten wieder alle zehn CONMEBOL-Mitglieder in Hin- und Rückspielen gegeneinander an. Die sechs bestplatzierten Mannschaften qualifizieren sich direkt für die WM-Endrunde 2026. Der Siebtplatzierte nimmt als südamerikanischer Teilnehmer am WM-Play-off-Turnier im März 2026 teil. |

Statistik (Angaben inkl. 2022: 22 Weltmeisterschaften; Prozentangaben sind gerundet)

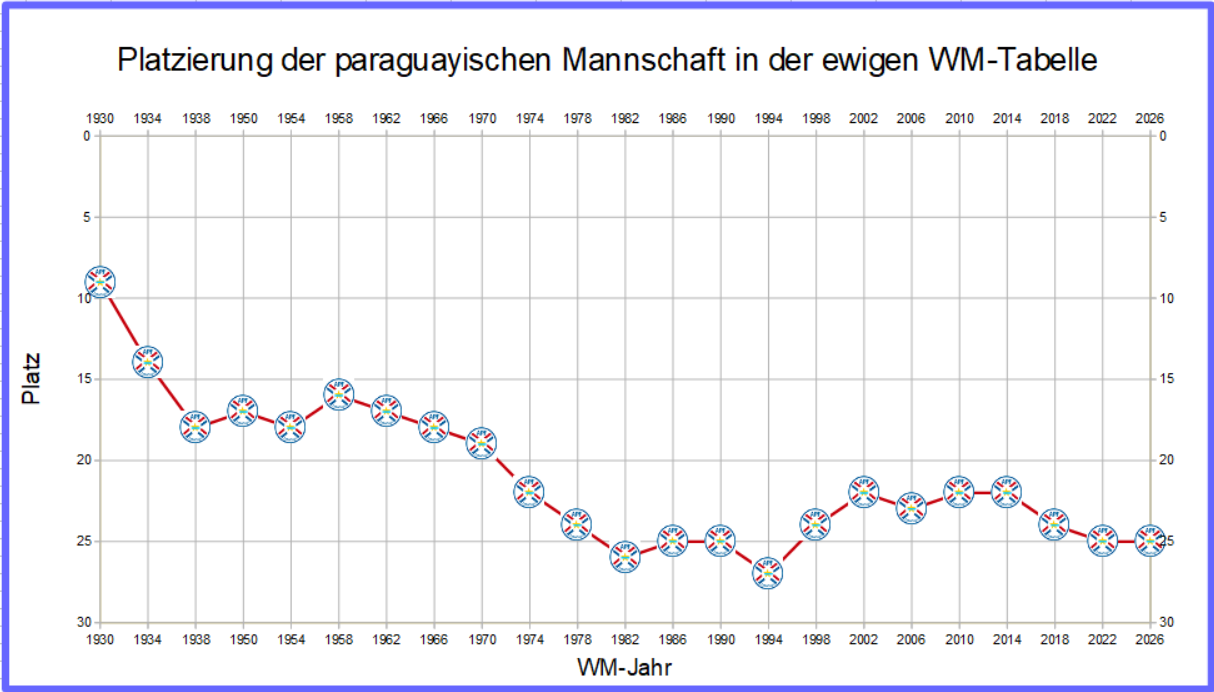
Platzierung der paraguayischen Mannschaft in der ewigen WM-Tabelle

- Teilnahmeverzicht: 2× (9 %; 1934 und 1938)
- Nicht qualifiziert: 12× (54,5 %; 1954, 1962, 1966, 1970, 1974, 1978, 1982, 1990, 1994, 2014, 2018 und 2022)
- Sportliche Qualifikation: 6× (27,3 % bzw. bei 35 % der Versuche)
- Teilnahme ohne Qualifikation: 2× (9 %; 1930 und 1950)
  - Vorrunde: 4× (18,2 %; 1930, 1950, 1958 und 2006)
  - Achtelfinale: 3× (13,6 %; 1986, 1998 und 2002)
  - Viertelfinale: 1× (4,5 %; 2010)

### 1930 in Uruguay
Paraguay nahm bereits an der ersten Weltmeisterschaft in Uruguay 1930 teil. In der Vorrunde traf die Mannschaft auf die USA und Belgien. Das Spiel gegen die USA wurde mit 0:3 verloren, wobei Bertram Patenaude alle drei Tore erzielte. Gegen Belgien gelang ein 1:0-Sieg, wobei Kapitän Luis Vargas Peña das erste WM-Tor für Paraguay erzielte. Da nur der Gruppensieger ins Halbfinale vorstieß, schied Paraguay aus.

### 1934 in Italien
Für die erste WM in Europa hatte Paraguay wie die meisten südamerikanischen Mannschaften nicht gemeldet.

### 1938 in Frankreich
Auch vier Jahre später nahm Paraguay nicht teil.

### 1950 in Brasilien
Für die erste WM in Brasilien sollte sich Paraguay in einer Gruppe mit Uruguay, Ecuador und Peru qualifizieren. Da Ecuador und Peru zurückzogen, waren Paraguay und Uruguay kampflos qualifiziert.
In Brasilien wurde Paraguay in eine Gruppe mit Titelverteidiger Italien, Schweden und Indien gelost. Da die Inder nicht barfuß spielen durften, verzichteten sie auf die Teilnahme. Gegen die Schweden, die vier Tage zuvor Italien mit 3:2 besiegt hatten, gelang in Curitiba ein 2:2. Mit einem Sieg gegen den Titelverteidiger hätte Paraguay somit die Finalrunde der besten Vier erreichen können. Da aber gegen Italien, das drei Tage mehr Pause hatte und zudem beide Spiele in São Paulo austragen konnte, mit 0:2 verloren wurde, schied Paraguay als Gruppenletzter aus. Italien nutzte der Sieg aber auch nichts.

### 1954 in der Schweiz
Für die Qualifikation zur WM in der Schweiz hatten sich nur Brasilien, Chile und Paraguay aus Südamerika rechtzeitig angemeldet. So spielten sie in einer Dreiergruppe einen Startplatz aus. Paraguay trat als amtierender Südamerikameister an und bestritt am 14. Februar 1954 in Asunción das erste WM-Qualifikationsspiel, das mit 4:0 gegen Chile gewonnen wurde. Auch das Rückspiel in Santiago de Chile eine Woche später wurde gewonnen. Gegen Brasilien, das auch beide Spiele gegen Chile gewann, wurden aber beide Spiele verloren. So konnte sich Paraguay als Gruppenzweiter nicht qualifizieren.

### 1958 in Schweden
Für die Fußball-Weltmeisterschaft 1958, an der nun acht südamerikanische Mannschaften teilnehmen wollten, musste sich Paraguay gegen Kolumbien und Uruguay qualifizieren. Paraguay und Uruguay gewannen ihre Heimspiele. Da aber Paraguay in Kolumbien, das erstmals teilnahm, gewann, während Uruguay dort über ein 1:1 nicht hinauskam, konnte sich Paraguay für die WM qualifizieren.
In Schweden wurde zunächst in einem der torreichsten Spiele der WM-Geschichte nach 3:2-Führung mit 3:7 gegen Frankreich verloren. Gegen Schottland gelang dann ein 3:2-Sieg, sodass noch die Chance bestand, durch einen Sieg gegen Jugoslawien das Viertelfinale zu erreichen. Wie in den beiden Spielen zuvor erzielten die Paraguayer drei Tore, aber die Jugoslawen legten immer wieder eins vor und erzielten ebenfalls drei. Damit war Jugoslawien als Gruppenzweiter für das Viertelfinale qualifiziert, wo sie wie 1954 an Deutschland scheiterte. Für Paraguay war es aber für 28 Jahre das letzte WM-Spiel. Immerhin war es Paraguay als erster Mannschaft gelungen, in drei normalen Vorrundenspielen je drei Tore zu erzielen.

### 1962 in Chile
Vier Jahre später musste Paraguay in der Qualifikation für die WM in Chile nur gegen den Sieger der Nord- und Mittelamerika-Qualifikation antreten und verlor das erste Spiel in Mexiko-Stadt gegen Mexiko mit 0:1. Eine Woche später reichte es nur zu einem 0:0 in Asunción, wodurch die Endrunde verpasst wurde.

### 1966 in England
Für die WM in England wollten sich neben Titelverteidiger Brasilien, der automatisch qualifiziert war, erstmals alle anderen neun CONMEBOL-Mitglieder qualifizieren. Die Qualifikation für die drei Startplätze wurde in drei Dreiergruppen durchgeführt und Paraguay traf dabei auf Argentinien und Bolivien. Paraguay konnte nur das Heimspiel in Asunción gegen Bolivien gewinnen und im Heimspiel gegen Argentinien ein 0:0 erreichen, verlor aber beide Auswärtsspiele und schied als Gruppenzweiter aus.

### 1970 in Mexiko
Erneut konnten sich die Paraguayer nicht qualifizieren. In einer Vierergruppe mit Brasilien, Kolumbien und Venezuela gewann Paraguay zwar alle Spiele gegen Kolumbien und Venezuela, verlor aber beide Spiele gegen Brasilien, das sich mit sechs Siegen in sechs Spielen souverän qualifizierte und in Mexiko zum dritten Mal Weltmeister wurde.

### 1974 in der Bundesrepublik Deutschland
In der Qualifikation zur WM in der BRD traf Paraguay wie acht Jahre zuvor auf Argentinien und Bolivien. Paraguay gewann beide Spiele gegen Bolivien, erreichte gegen Argentinien aber im Heimspiel nur ein 1:1 und verlor das letzte entscheidende Spiel in Buenos Aires mit 1:3. Damit reichte es nur zum zweiten Platz.

### 1978 in Argentinien
Die Qualifikation zur WM in Argentinien wurde in zwei Runden gespielt, aber Paraguay schied bereits in der ersten Runde gegen Brasilien und Kolumbien aus. Paraguay verlor zwar nur das Heimspiel gegen Brasilien, aber der Sieg in Kolumbien und zwei Remis reichten nur zum zweiten Platz hinter dem Rekordweltmeister, der sich auch in der zweiten Runde durchsetzte.

### 1982 in Spanien
Noch schlechter verlief die Qualifikation für die WM in Spanien. In einer Gruppe mit Chile und Ecuador belegte Paraguay nur den letzten Platz, gewann dabei nur das Heimspiel gegen Ecuador, verlor aber die drei anderen Spiele. Dabei hatte Paraguay noch 1979 zum zweiten Mal die Südamerikameisterschaft gewonnen. Auch wenn Paraguay selber nicht bei der WM-Endrunde vertreten war, würdigte die Post in Paraguay doch die WM mit einer Reihe von Briefmarken.

### 1986 in Mexiko
Vier Jahre später standen den Südamerikanern dann vier Startplätze bei der zweiten WM in Mexiko zu. Die Qualifikation wurde über drei Runden geführt, wobei sich die drei Gruppensieger der ersten Runde direkt qualifizierten. Vier weitere Mannschaften spielten den vierten Startplatz aus. Zu diesen gehörte Paraguay, nachdem in der Gruppe mit Brasilien und Bolivien nur der zweite Platz belegt wurde. In der zweiten Runde trafen sie dann auf Kolumbien. Nach einem 3:0 im Heimspiel konnte ein 1:2 im Rückspiel verkraftet werden. Und auch gegen Chile wurde in der dritten Runde das Heimspiel mit 3:0 gewonnen, so dass nach einem 2:2 im Rückspiel nach 28 Jahren wieder die Qualifikation gelang.
In Mexiko traf Paraguay im ersten Gruppenspiel auf WM-Neuling Irak und gewann mit 1:0. Gegen Gastgeber Mexiko gelang dann ein 1:1 und auch das letzte Gruppenspiel gegen Belgien endete remis (2:2). Damit war Paraguay als Gruppenzweiter erstmals für die K.-o.-Runde qualifiziert. In dieser trafen sie auf England, verloren mit 0:3 und verabschiedeten sich damit für 12 Jahre wieder von der WM-Bühne.

### 1990 in Italien
Für die zweite WM in Italien war Paraguay in eine Qualifikationsgruppe mit Kolumbien und Ecuador gelost worden. Mit einem Punkt Rückstand hinter Kolumbien belegte Paraguay nur den zweiten Platz und schied damit aus. Kolumbien musste als schlechtester Gruppensieger aber noch gegen den Ozeanien-Sieger antreten. Dies war Israel und nach einem 1:0 im Heimspiel und einem 0:0 im Rückspiel, konnte Kolumbien zum zweiten Mal an der WM-Endrunde teilnehmen.

### 1994 in den Vereinigten Staaten
Für die WM in den USA war Paraguay in eine Qualifikationsgruppe mit Argentinien, Kolumbien und Peru gelost worden. Überraschend qualifizierten sich die Kolumbianer als Gruppensieger vor Argentinien, das sich aber als Gruppenzweiter in den interkontinentalen Playoffs gegen Australien ebenfalls qualifizieren konnte. Paraguay hatte nur das Heimspiel gegen Peru gewonnen, aber vier Remis waren dann trotz nur einer Niederlage im Heimspiel gegen Argentinien zu wenig, so dass nur Platz 3 heraussprang.

### 1998 in Frankreich
Für die Fußball-Weltmeisterschaft 1998 traten erstmals alle südamerikanischen Mannschaften außer Titelverteidiger Brasilien, der automatisch qualifiziert war, in einer gemeinsamen Gruppe an und spielten im Jeder-gegen-jeden-Modus vier Plätze aus. Paraguay konnte sich als Zweiter der Südamerikagruppe mit nur einem Punkt Rückstand hinter Argentinien qualifizieren.
In Frankreich trafen die Paraguayer im ersten Gruppenspiel auf den WM-Vierten Bulgarien und erkämpften ein 0:0. Auch gegen höher eingeschätzte Spanier gelang ein 0:0. Im letzten Spiel wurde dann Nigeria, das bereits als Gruppensieger feststand, mit 3:1 besiegt, so dass Paraguay als Gruppenzweiter in die K.-o.-Runde einzog. Hier trafen sie auf Gastgeber Frankreich und hielten 113 Minuten lang das 0:0, eher Laurent Blanc durch das erste Golden Goal der WM-Geschichte die Gastgeber ins Viertelfinale brachte.

### 2002 in Japan und Südkorea
Bei der Qualifikation zur Fußball-Weltmeisterschaft 2002 in Japan und Südkorea traten alle 10 südamerikanischen Mannschaften wieder in einer gemeinsamen Gruppe an und spielten im Jeder-gegen-jeden-Modus. Paraguay wurde hinter den punktgleichen Brasilianern Gruppenvierter und qualifizierte sich damit direkt für die WM.
In Asien trafen sie im ersten Gruppenspiel auf Südafrika und holten ohne den gesperrten Stammtorhüter José Luis Chilavert mit einem 2:2 einen Punkt. Im zweiten Spiel verloren sie mit 1:3 gegen Spanien. Da Südafrika und Spanien gegen WM-Neuling Slowenien mit 1:0 bzw. 3:1 gewonnen hatten, waren die Spanier bereits Gruppensieger und der letzte Spieltag musste entscheiden, wer als Gruppenzweiter in die K.-o.-Runde einziehen konnte. Bis zur 56. Minute stand es zwischen Südafrika und Spanien 2:2, während Paraguay gegen Slowenien mit 0:1 zurücklag und seit der 22. Minute nach der Gelb-Roten Karte für Carlos Humberto Paredes nur noch mit 10 Spielern spielte. Damit wäre Südafrika Gruppenzweiter und Paraguay als Letzter ausgeschieden. Dann erzielte Raúl das 3:2 für Spanien, aber auch damit wäre Südafrika noch weiter und da die Südafrikaner davon ausgingen, dass es reichen würde, machten sie keine Anstalten, das Spiel noch einmal zu drehen. In der 65. Minute gelang dann Nelson Cuevas der Ausgleich für Paraguay und in der 73. Minute dem eingewechselten Jorge Luis Campos der 2:1-Führungstreffer. Damit hatten Paraguay und Südafrika jeweils 4 Punkte, Südafrika aber 5:5 und Paraguay 5:6 Tore, womit immer noch Südafrika besser war. In der 84. Minute erzielte dann Cuevas das 3:1, wodurch Paraguay mit 6:6 Toren vor Südafrika stand. Da die Südafrikaner nicht über den Spielstand im Parallelspiel informiert waren, gingen sie weiterhin davon aus, dass es nicht notwendig sei, noch ein Tor zu erzielen, und mussten dann akzeptieren, dass nicht sie, sondern Paraguay Gruppenzweiter war.
Im Achtelfinale trafen sie erstmals auf Deutschland und hielten bis zur 88. Minute das 0:0. Dann gelang Oliver Neuville, der eine Flanke von Bernd Schneider direkt verwandelte, der 1:0-Siegtreffer. In der Nachspielzeit erhielt Roberto Acuña dann noch die Rote Karte. Deutschland setzte in der Folge mit 1:0-Siegen seinen Weg bis ins Finale fort, wo die deutsche Mannschaft gegen Brasilien verlor.

### 2006 in Deutschland
Auch für die WM 2006 in Deutschland konnten sich die Paraguayer wieder qualifizieren. Wieder erreichten sie Platz 4, diesmal punktgleich hinter Ecuador mit 23:23 Toren.
In Deutschland trafen sie im ersten Gruppenspiel auf England und verloren durch ein Eigentor von Carlos Gamarra, das bereits in der dritten Minute fiel, mit 0:1. Dabei musste Paraguays Torhüter Justo Villar bereits nach 8 Minuten verletzungsbedingt ausgewechselt werden. Auch gegen Schweden verloren sie mit 0:1, hier fiel das Tor aber erst in der 89. Minute. Damit war Paraguay bereits ausgeschieden und das letzte Spiel bedeutungslos, das sie mit 2:0 gegen WM-Neuling Trinidad und Tobago gewannen. Nach dem Vorrundenaus wurde Trainer Aníbal Ruiz, der im Jahr zuvor noch als Trainer des Jahres in Südamerika ausgezeichnet wurde, für seine defensive Taktik in der heimischen Presse gerügt und entlassen.

### 2010 in Südafrika

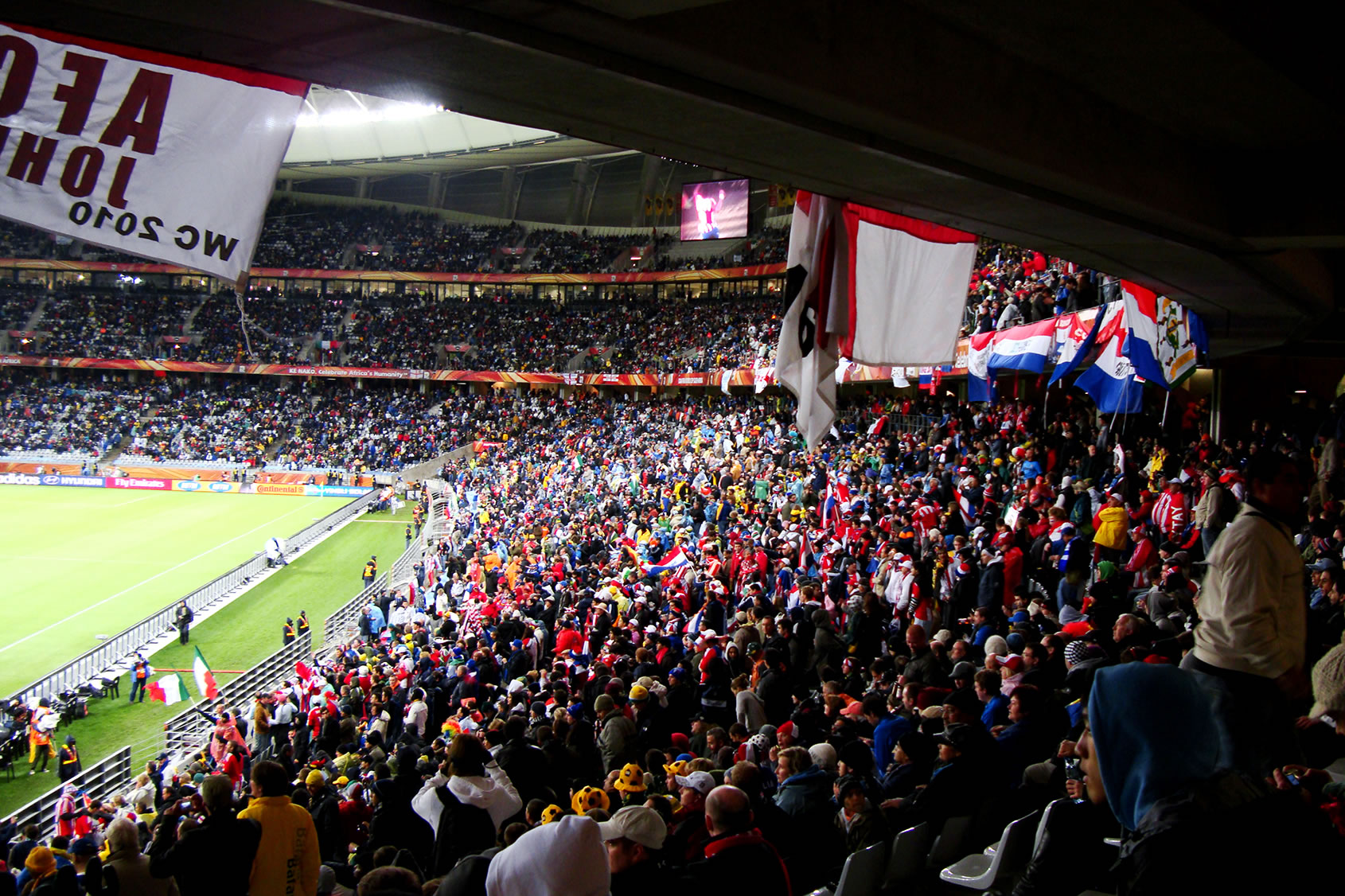
Paraguayische Fans beim Spiel gegen Italien

Die Qualifikation zur Fußball-Weltmeisterschaft 2010 in Südafrika verlief sogar noch etwas besser. Punktgleich mit Chile und mit nur einem Punkt Rückstand auf Brasilien wurde der dritte Platz belegt. Perfekt gemacht wurde die Qualifikation bereits am drittletzten Spieltag, dem 9. September 2009, durch ein 1:0 gegen Argentinien, das nur den vierten Platz belegte.
In Südafrika trafen sie im ersten Spiel auf Titelverteidiger Italien und mussten nach 1:0-Führung noch den 1:1-Ausgleich hinnehmen. Gegen WM-Neuling Slowakei wurde dann mit 2:0 gewonnen. Damit reichte Paraguay gegen Neuseeland im letzten Spiel ein 0:0 zum Gruppensieg, da Italien überraschend gegen die Slowakei verlor und damit ausschied.
Im Achtelfinale trafen sie auf Japan, aber keiner Mannschaft gelang in 120 Minuten ein Tor, so dass die Entscheidung im Elfmeterschießen fallen musste. Während alle fünf Paraguayer trafen, schoss der Japaner Yūichi Komano an die Latte und der letzte Japaner musste dann nicht mehr antreten. Im Viertelfinale war dann Europameister Spanien der Gegner. In einem Spiel, in dem beide Torhüter einen Elfmeter der gegnerischen Mannschaft halten konnten, gelang den Spaniern erst in der 83. Minute der Siegtreffer, womit sich Paraguay mit dem bis dahin besten Ergebnis für mindestens 16 Jahre von der WM-Bühne verabschiedete.

### 2014 in Brasilien
In der Südamerikaqualifikation zur zweiten Weltmeisterschaft im Nachbarland Brasilien konnte sich Paraguay als Gruppenletzter nicht qualifizieren. Dabei hatte Paraguay bei der Copa América 2011 noch das Finale erreicht und erst dort gegen den WM-Vierten Uruguay verloren. Aber Paraguay konnte in der Qualifikation nur die Heimspiele gegen Bolivien, Ecuador und Peru gewinnen und verlor die meisten Spiele (10). Schon am drittletzten Spieltag stand fest, dass sich Paraguay nicht mehr qualifizieren konnte. Auch ein zweimaliger Trainerwechsel hatte nicht geholfen: Im Juli 2012 hatte Gerardo Pelusso nach fünf Qualifikationsspielen das Amt von Francisco Arce übernommen und nach nur einem Jahr wieder das Handtuch geworfen, Víctor Genes konnte es in den letzten vier Spielen dann nicht mehr ausbessern. Ihm folgte im Dezember 2014 Ramón Díaz.

### 2018 in Russland
In der Qualifikation traten seit Oktober 2015 wieder alle 10 CONMEBOL-Mitglieder in Hin- und Rückspielen gegeneinander an. Die besten vier Mannschaften qualifizierten sich direkt, der Fünfte muss gegen ein Mitglied einer anderen Konföderation in Playoff-Spielen antreten. Paraguay startete mit einem Auswärtsspiel gegen Venezuela, der einzigen CONMEBOL-Mannschaft, die sich noch nie für eine WM qualifizieren konnte und als einzige Mannschaft die ersten vier Spiele verlor. Nach einem torlosen Remis gegen Argentinien, einer Niederlage in Peru und einem Heimsieg gegen Bolivien konnte Paraguay 2016 von acht Spielen nur zwei gewinnen, diese aber gegen Argentinien und Chile, die Finalisten der beiden letzten Copas. Im Frühjahr 2017 wurde dann je ein Spiel gewonnen und verloren, so dass Paraguay vor den letzten vier Spielen nur auf dem achten Platz lag, mit fünf Punkten Rückstand auf einen direkten Qualifikationsplatz und vier Punkten Rückstand auf den Playoffplatz. Zwar konnte Paraguay dann die Auswärtsspiele in Chile und Kolumbien gewinnen, verlor aber die Heimspiele gegen Uruguay und Schlusslicht Venezuela. So blieb am Ende nur der siebte Platz. Dabei hätte Paraguay mit einem Sieg im letzten Spiel gegen Venezuela sogar noch die Playoffspiele gegen Neuseeland erreichen können.

### 2022 in Katar
In der Qualifikation treten wieder alle 10 CONMEBOL-Mitglieder in Hin- und Rückspielen gegeneinander an. Aufgrund der COVID-19-Pandemie startete die Qualifikation statt im März erst im Herbst 2020 und ohne Zuschauer. Paraguay verlor von den ersten fünf Spielen keins, konnte aber auch nur eins gewinnen, vier endeten remis. Dennoch lag Paraguay noch auf einem Platz der die direkte Qualifikation ermöglichte. Dann verlor Paraguay das Heimspiel gegen Brasilien und in Ecuador. Nach einem Remis gegen Kolumbien und einem 2:1-Sieg gegen Venezuela wurde in den nächsten drei Spielen nur ein Punkt bei einem torlosen Remis gegen Argentinien gewonnen. Der paraguayische Fußballverband trennte sich daraufhin von Nationaltrainer Eduardo Berizzo. Unter seinem Nachfolger Guillermo Barros Schelotto holte Paraguay in vier Spielen aber auch nur einen Punkt, so dass Paraguay vor den beiden letzten Spielen neun Punkte Abstand zum vierten Platz hatte, der die direkte Qualifikation ermöglichte, und acht Punkte Abstand zum fünften Platz hatte, der zur Teilnahme an den interkontinentalen Playoffs ermöglichte. Als Achter beendeten sie die Qualifikation und müssen auf einen neuen Anlauf warten.

### Weltmeisterschaft 2026
Für die erste WM in drei Ländern – Kanada, Mexiko und die USA – wurde die Zahl der Teilnehmer auf 48 erhöht und den südamerikanischen Mannschaften zwei feste Plätze mehr zugestanden, so dass sich nun sechs CONMEBOL-Mitglieder direkt qualifizieren können. In der im September 2023 begonnenen Qualifikation treten wieder alle zehn CONMEBOL-Mitglieder in Hin- und Rückspielen gegeneinander an. Der Siebtplatzierte nimmt als südamerikanischer Teilnehmer am WM-Play-off-Turnier im März 2026 teil. Von den ersten vier Qualifikationsspielen konnte Paraguay nur eins gewinnen.

## Rangliste der paraguayischen WM-Spieler mit den meisten Einsätzen
01. Denis Caniza und Roque Santa Cruz – je 12 bei 4 bzw. 3 Turnieren
03. Roberto Acuña und Carlos Gamarra – je 11 bei 3 Turnieren
05. Carlos Humberto Paredes – 9 bei 3 Turnieren
07. Celso Ayala, Julio César Cáceres und Nelson Valdez – je 8 bei 3 (Cáceres) bzw. 2 Turnieren

## Rangliste der paraguayischen WM-Spieler mit den meisten Toren
01. Nelson Cuevas – 3 Tore
02. Juan Bautista Agüero, Florencio Amarilla, Roberto Cabañas, José Parodi, Jorge Lino Romero und Julio César Romero – je 2 Tore

## WM-Kapitäne
- 1930: Luis Vargas Peña
- 1950: César López Fretes
- 1958: Juan Bautista Agüero
- 1986: Rogelio Delgado
- 1998 und 2002: José Luis Chilavert, Carlos Gamarra (1. Spiel 2002, da Chilavert gesperrt war)
- 2006: Carlos Gamarra
- 2010: Justo Villar (1. und 2. Spiel, Achtel- und Viertelfinale) Denis Caniza (3. Spiel)

## Bei Weltmeisterschaften gesperrte Spieler
- 1986: Vladimiro Schettina erhielt im zweiten Gruppenspiel gegen Mexiko die zweite Gelbe Karte und war für das letzte Spiel gesperrt.
- 1998: Francisco Arce und Miguel Ángel Benítez erhielten im Achtelfinale die zweite Gelbe Karte. Da Paraguay ausschied, hatten diese keinen Effekt.
- 2002: José Luis Chilavert war für das erste Gruppenspiel gesperrt, da er im Qualifikationsspiel gegen Brasilien Roberto Carlos angespuckt hatte.[10] Carlos Paredes erhielt im letzten Gruppenspiel die Gelb-Rote Karte und war für das Achtelfinale gesperrt. Im Achtelfinale erhielt Roberto Acuña in der Nachspielzeit die Rote Karte. Da Paraguay ausschied, hatte diese keinen Effekt.
- 2006: Carlos Paredes erhielten im letzten Gruppenspiel die zweite Gelbe Karte. Da Paraguay ausschied, hatte diese keinen Effekt.
- 2010: Víctor Cáceres erhielt im letzten Gruppenspiel die zweite Gelbe Karte und war für Achtelfinale gegen Japan gesperrt.

## Anteil der im Ausland spielenden Spieler im WM-Kader
Legionäre spielten in den ersten drei WM-Kadern der Paraguayer keine Rolle. 1986 stellten sie schon einen Großteil der eingesetzten Spieler, danach waren es immer mehr als die Hälfte des Kaders. 1998 und 2010 wurden nur noch drei bzw. vier in Paraguay spielende Spieler berufen.
| Jahr (Spiele) | Anzahl (Länder) | Spieler (Einsätze) |
| ------------- | --- | --- |
| 1930 (2)      | 0 | |
| 1950 (2)      | 0 | |
| 1958 (3)      | 0 | |
| 1986 (4)      | 7 (1 Brasilien, 5 in Kolumbien, 1 in Mexiko) | Julio César Romero (4); Roberto Cabañas (4), Roberto Fernández (4), Buenaventura Ferreira (4), Alfredo Mendoza (4), Jorge Amado Nunes (4); Adolfino Cañete (4) |
| 1998 (4)      | 19 (8 in Argentinien, 4 in Brasilien, 1 in China, 3 in Mexiko, 1 in Portugal, 2 in Spanien)                                                                               | Danilo Aceval (0), Celso Ayala (4), Hugo Brizuela (1), José Luis Chilavert (4), Carlos Morales (1), Arístides Rojas (3), Ricardo Rojas (0), Pedro Sarabia (4); Francisco Arce (3), Julio César Enciso (4), Carlos Gamarra (4), Catalino Rivarola (0); Jorge Luis Campos (3); José Saturnino Cardozo (3), Rubén Ruiz Díaz (0), Julio César Yegros (4); Roberto Acuña (4), Miguel Ángel Benítez (4) |
| 2002 (4)      | 14 (3 in Argentinien, 1 in Brasilien, 1 in Chile, 1 in Deutschland, 1 in Frankreich, 1 in Griechenland, 4 in Mexiko, 1 in Portugal, 1 in Spanien)                         | Celso Ayala (4), Nelson Cuevas (2), Pedro Sarabia (0); Francisco Arce (4); Jorge Luis Campos (4); Roque Santa Cruz (4); José Luis Chilavert (3); Carlos Gamarra (4); Guido Alvarenga (2), Denis Caniza (4), Diego Gavilán (2), José Saturnino Cardozo (3); Carlos Humberto Paredes (2); Roberto Acuña (4)                                                                                         |
| 2006 (3)      | 18 (4 in Argentinien, 2 in Brasilien, 3 in Deutschland, 2 in Italien, 4 in Mexiko, 1 in den Niederlanden, 2 in Spanien)                                                   | Julio César Cáceres (3), Diego Gavilán (0), Jorge Núñez (3), Justo Villar (1); Carlos Gamarra (3), Julio Manzur (1); Julio dos Santos (2), Roque Santa Cruz (3), Nelson Valdez (3); Dante López (1), Carlos Humberto Paredes (3); Salvador Cabañas (0), Denis Caniza (3), Nelson Cuevas (2), Paulo da Silva (1); Édgar Barreto (2); Roberto Acuña (3), Delio Toledo (1)                           |
| 2010 (5)      | 19 (3 in Argentinien, 1 in Belgien, 1 in Brasilien, 3 in Deutschland, 1 in Ecuador, 2 in England, 1 in Italien, 1 in Kolumbien, 4 in Mexiko, 1 in Portugal, 1 in Spanien) | Claudio Morel (5), Néstor Ortigoza (1), Aureliano Torres (2); Antolín Alcaraz (4); Julio César Cáceres (2); Lucas Barrios (5), Jonathan Santana (2), Nelson Valdez (5); Enrique Vera (5); Paulo da Silva (5), Roque Santa Cruz (5); Édgar Barreto (3); Aldo Bobadilla (0); Edgar Benítez (2), Denis Caniza (1), Cristian Riveros (5); Darío Verón (1); Óscar Cardozo (5); Justo Villar (5)        |

## Spiele
Die Paraguayer bestritten bisher 27 WM-Spiele. Davon wurden sieben gewonnen, zehn verloren und zehn endeten remis. Zwei Spiele wurden verlängert, da ein Sieger ermittelt werden musste. Ein Spiel wurde dann in der Verlängerung durch Golden Goal verloren und ein Spiel im Elfmeterschießen gewonnen.
Die Paraguayer nahmen nie am Eröffnungsspiel teil, spielten aber zweimal gegen den Gastgeber: 1986 in der Vorrunde und 1998 im Achtelfinale.
Die Paraguayer spielten zweimal (1998 und 2010) gegen den späteren Weltmeister und zweimal (1950 und 2010) gegen den Titelverteidiger.
Die Paraguayer trafen dreimal auf WM-Neulinge: 1986/Irak, 2002/Slowenien und 2006/Trinidad und Tobago.
Häufigste Gegner waren Spanien (3×), ferner Belgien, England, Frankreich, Italien, Schweden und Slowenien (je 2×).
In den ersten acht WM-Spielen trafen die Paraguayer immer auf Mannschaften, gegen die sie zuvor noch nie gespielt hatten. Auch sieben weitere Spiele waren das erste gegen die jeweilige Mannschaft.
Paraguay spielte ebenso wie Ecuador nie gegen eine Mannschaft der eigenen Konföderation, aber bereits gegen Mannschaften jeder anderen Konföderation.
| Nr. | Datum         | Ergebnis            | Gegner              |   | Austragungsort          | Anlass        | Bemerkungen |
| --- | ------------- | ------------------- | ------------------- | - | ----------------------- | ------------- | --- |
| 1   | 17. Juli 1930 | 0:3                 | Vereinigte Staaten  | * | Montevideo (URY)        | Vorrunde      | Erstes Länderspiel gegen eine nordamerikanische Mannschaft (USA), 50. Länderspiel                                 |
| 2   | 20. Juli 1930 | 1:0                 | Belgien             | * | Montevideo (URY)        | Vorrunde      | Erstes Länderspiel gegen eine europäische Mannschaft (Belgien)                                                    |
| 3   | 29. Juni 1950 | 2:2                 | Schweden            | * | Curitiba (BRA)          | Vorrunde      | Erstes Länderspiel gegen Schweden                                                                                 |
| 4   | 2. Juli 1950  | 0:2                 | Italien             | * | São Paulo (BRA)         | Vorrunde      | Erstes Länderspiel gegen Italien                                                                                  |
| 5   | 8. Juni 1958  | 3:7                 | Frankreich          | * | Norrköping (SWE)        | Vorrunde      | Erstes Länderspiel gegen Frankreich, erstes Länderspiel außerhalb von Südamerika                                  |
| 6   | 11. Juni 1958 | 3:2                 | Schottland          | * | Norrköping (SWE)        | Vorrunde      | Erstes Länderspiel gegen Schottland                                                                               |
| 7   | 15. Juni 1958 | 3:3                 | Jugoslawien         | * | Eskilstuna (SWE)        | Vorrunde      | Erstes Länderspiel gegen Jugoslawien                                                                              |
| 8   | 4. Juni 1986  | 1:0                 | Irak                | * | Toluca (MEX)            | Vorrunde      | Erstes Länderspiel einer südamerikanischen Mannschaft gegen den Irak                                              |
| 9   | 7. Juni 1986  | 1:1                 | Mexiko              | A | Mexiko-Stadt (MEX)      | Vorrunde      | |
| 10  | 11. Juni 1986 | 2:2                 | Belgien             | * | Toluca (MEX)            | Vorrunde      | |
| 11  | 18. Juni 1986 | 0:3                 | England             | * | Mexiko-Stadt (MEX)      | Achtelfinale  | Erstes Länderspiel gegen England                                                                                  |
| 12  | 12. Juni 1998 | 0:0                 | Bulgarien           | * | Montpellier (FRA)       | Vorrunde      | Erstes Länderspiel gegen Bulgarien                                                                                |
| 13  | 19. Juni 1998 | 0:0                 | Spanien             | * | Saint-Étienne (FRA)     | Vorrunde      | Erstes Länderspiel gegen Spanien                                                                                  |
| 14  | 24. Juni 1998 | 3:1                 | Nigeria             | * | Toulouse (FRA)          | Vorrunde      | Erstes Länderspiel gegen eine afrikanische Mannschaft (Nigeria)                                                   |
| 15  | 28. Juni 1998 | 0:1 n. V. G.G.      | Frankreich          | A | Lens (FRA)              | Achtelfinale  | |
| 16  | 2. Juni 2002  | 2:2                 | Südafrika           | * | Busan (KOR)             | Vorrunde      | Erstes Länderspiel gegen Südafrika Roberto Acuña wird mit seinem 79. Länderspiel Rekordnationalspieler Paraguays. |
| 17  | 7. Juni 2002  | 1:3                 | Spanien             | * | Jeonju (KOR)            | Vorrunde      | |
| 18  | 12. Juni 2002 | 3:1                 | Slowenien           | * | Seogwipo (KOR)          | Vorrunde      | Erstes Länderspiel gegen Slowenien                                                                                |
| 19  | 15. Juni 2002 | 0:1                 | Deutschland         | * | Seogwipo (KOR)          | Achtelfinale  | Erstes Länderspiel gegen Deutschland                                                                              |
| 20  | 10. Juni 2006 | 0:1                 | England             | * | Frankfurt am Main (DEU) | Vorrunde      | |
| 21  | 15. Juni 2006 | 0:1                 | Schweden            | * | Berlin (DEU)            | Vorrunde      | |
| 22  | 20. Juni 2006 | 2:0                 | Trinidad und Tobago | * | Kaiserslautern (DEU)    | Vorrunde      | |
| 23  | 14. Juni 2010 | 1:1                 | Italien             | * | Kapstadt (ZAF)          | Vorrunde      | |
| 24  | 20. Juni 2010 | 2:0                 | Slowenien           | * | Bloemfontein (ZAF)      | Vorrunde      | |
| 25  | 24. Juni 2010 | 0:0                 | Neuseeland          | * | Polokwane (ZAF)         | Vorrunde      | |
| 26  | 29. Juni 2010 | 0:0 n. V. 5:3 i. E. | Japan               | * | Pretoria (ZAF)          | Achtelfinale  | |
| 27  | 3. Juli 2010  | 0:1                 | Spanien             | * | Johannesburg (ZAF)      | Viertelfinale | |

### Höchste Siege und Niederlagen
Die paraguayische Mannschaft erzielte ihre höchsten Siege gegen folgende Länder bei WM-Turnieren:
- Belgien: Vorrunde 1930 1:0 (einziger Sieg gegen Belgien)
- Schottland: Vorrunde 1958 3:2 (einziges Spiel gegen Schottland)
- Irak: Vorrunde 1986 1:0 (einziges Spiel gegen den Irak)
- Nigeria: Vorrunde 1998 3:1 (einziger Sieg gegen Nigeria)
- Slowenien: Vorrunde 2002 3:1 (einziges Spiel gegen Slowenien)
- Trinidad und Tobago: Vorrunde 2006 2:0 (einziger Sieg gegen Trinidad und Tobago)
- Slowakei: Vorrunde 2010 2:0 (einziges Spiel gegen die Slowakei)

Gegen folgende Länder kassierte die paraguayische Mannschaft ihre höchsten Niederlagen bei WM-Turnieren:
- Deutschland: Achtelfinale 2002 0:1 (einzige Niederlage gegen Deutschland)
- Italien: Vorrunde 1950 0:2 (zudem ein 1:3 in einem Freundschaftsspiel 1998)
- Spanien: Vorrunde 2002 1:3
- Schweden: Vorrunde 2006 0:1 (einzige Niederlage gegen Schweden)
- Vereinigte Staaten: Vorrunde 1930 0:3

### Negativrekorde
- Erste Mannschaft, die durch ein Golden Goal bei einer WM verlor: Laurent Blanc (Frankreich) schoss es im Achtelfinale bei der WM 1998 gegen Paraguay zum 1:0 für Frankreich.
- Erster Südamerikameister, der sich nicht für die WM qualifizieren konnte: 1954
- Die Auswechslung von Paraguays Torhüter Villar in der 8. Spielminute des Vorrundenspiels 2006 gegen England war der früheste Torwartwechsel in der WM-Geschichte.